# Hulevîci, Oleksandria
Hulevîci (în ucraineană Гулевичі) este un sat în comuna Kukolivka din raionul Oleksandria, regiunea Kirovohrad, Ucraina.

## Demografie
Componența lingvistică a localității Hulevîci
     Ucraineană (100%)
Conform recensământului din 2001, toată populația localității Hulevîci era vorbitoare de ucraineană (100%).